# Pölkenstraße 29 (Quedlinburg)

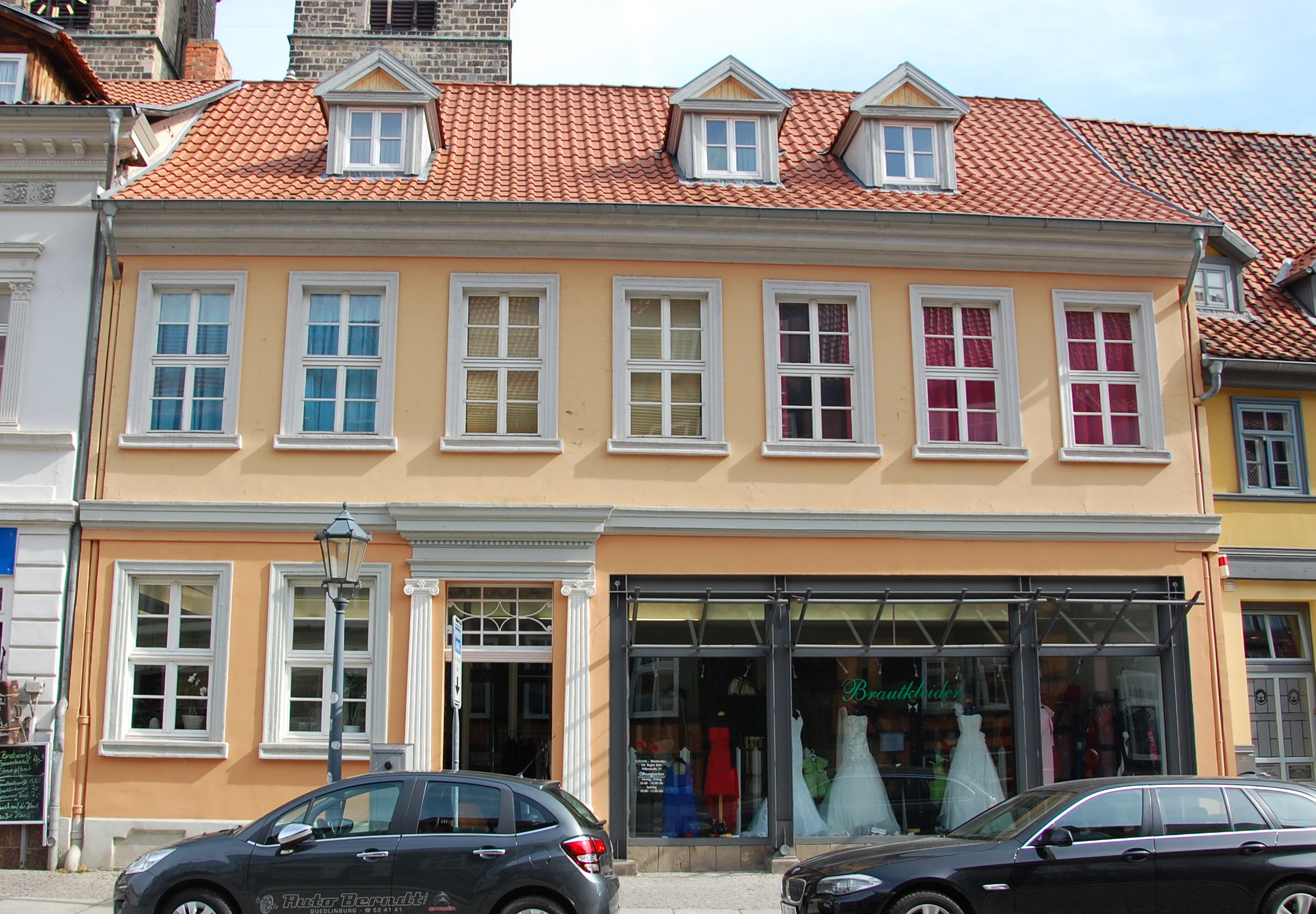
Haus Pölkenstraße 29

Das Haus Pölkenstraße 29 ist ein denkmalgeschütztes Gebäude in der Stadt Quedlinburg in Sachsen-Anhalt.

## Lage
Es befindet sich in der historischen Quedlinburger Neustadt auf der Ostseite der Pölkenstraße und ist im Quedlinburger Denkmalverzeichnis als Wohnhaus eingetragen. Nördlich grenzt das gleichfalls denkmalgeschützte Haus Pölkenstraße 28 an.

## Architektur und Geschichte
Das zweigeschossige Gebäude wurde in der Zeit um 1830 im Stil des Klassizismus errichtet. Der Eingangsbereich des Hauses ist durch ein Portal mit Pilastern und ionischen Kapitellen hervorgehoben. Um 1900 wurde im südlichen Teil des Erdgeschosses ein Ladengeschäft eingebaut.
Im hinteren Teil des Grundstücks zum Neustädter Kirchhof hin befindet sich ein im Jahr 1730 errichteter Fachwerkbau. Eine am Haus befindliche Inschrift M.G.G.Z. könnte auf Gabriel Goldfuß Junior als Baumeister des Hauses verweisen.